# Bełczna (gmina)
Bełczna – dawna gmina wiejska istniejąca w latach 1945–1954 w woj. szczecińskim (dzisiejsze woj. zachodniopomorskie). Siedzibą władz gminy była Bełczna.
Gmina Bełczna powstała po II wojnie światowej na terenie tzw. Ziem Odzyskanych (tzw. III okręg administracyjny – Pomorze Zachodnie). 28 czerwca 1946 gmina – jako jednostka administracyjna powiatu łobeskiego – weszła w skład nowo utworzonego woj. szczecińskiego.
31 grudnia 1951 nazwę gromady Łobez-wieś w gminie Bełczna zmieniono na Łobżany.
Według stanu z 1 lipca 1952 gmina składała się z 8 gromad: Bełczna, Karwowo, Klępnica, Łobżany (do 1951 Łobez-Wieś), Poradz, Prusinowo, Przyborze i Worowo. Gmina została zniesiona 29 września 1954 wraz z reformą wprowadzającą gromady w miejsce gmin. Jednostki nie przywrócono 1 stycznia 1973 wraz z kolejną reformą reaktywującą gminy, a jej dawny obszar wszedł głównie w skład nowej gminy Łobez.

## Zobacz
- Bełczna (gromada)